# Клепач Іван Титович
Іван Титович Клепач (2 жовтня 1891, с. Гурівка, Олександрійський повіт, Херсонська губернія — 1920) — офіцер армії УНР, активний учасник українських визвольних змагань 1917—1921 рр., голова Гурівської підпільної організації.

## Життєпис
Згідно запису в метриці народився в родині Тита Даниловича і Євдокії Павлівни Кліпачів (рос. Клипачь). Батько володів 20 десятинами землі, мав 5 синів і 2 доньки.
Іван Титович учасник першої світової війни. 1919 року спільно з В. Шклярем створив підпільну організацію на Катеринославщині. Тоді ж на чолі загону виступив проти радянської влади, а 1920 року приєднався до Степової дивізії, де командував куренем. Діяв у районі Олександрії, Єлисаветграда, Павлиша, ст. Лікарівки, с. Верблюжка|Верблюжки]], Червоної Кам'янки, Новогеоргіївська та інших населених пунктів. Ворог зазначав: «Большая банда Клепача именует себя петлюровцами… Имеет обоз, растянувшийся на полторы версты». Згідно з «Советской военной энциклопедией», наприкінці 1920 року «петлюрівський офіцер» С. Клепач керував полком (1500 осіб). 1921 року воював у загоні отамана Іванова, а 1922 року керував Гурівською підпільною організацією. Район відповідальності: Гурівка, Терни, Новогригорівка, Решетилівка, довколишні села та хутори. Арештований ЧК. За однією з версій вбитий. В літературі часто плутають з молодшим братом Сергієм, а іноді називають Ілля.